# Multitestis inconstans
Multitestis inconstans är en plattmaskart. Multitestis inconstans ingår i släktet Multitestis och familjen Lepocreadiidae. Inga underarter finns listade i Catalogue of Life.